# 中国浦东干部学院
中国浦东干部学院位于中国上海市浦东新区花木街道前程路99号，是中共中央组织部管理的中共中央直属事业单位，成立于2005年。

## 概况
学院于2005年成立时，中共中央总书记胡锦涛发来贺电。江泽民为学院题写了校名。“学院是对党政领导干部、企业经营管理者、专业技术人员和军队干部进行改革开放意识、中国特色社会主义信念、现代化建设知识和能力教育以及开展国际培训交流合作的国家级基地。”

## 组织
学院实行理事会领导下的院务委员会负责制。

### 主要领导
| 院长 1. 贺国强（2004年1月－2007年11月） 2. 李源潮（2007年11月－2012年11月） 3. 赵乐际（2012年11月－2017年11月） 4. 陈希（2017年11月－） 第一副院长 1. 王安顺（2003年6月－2007年7月） 2. 殷一璀（2007年7月－2013年5月） 3. 李希（2013年5月－2014年7月） 4. 应勇（2014年7月－2017年11月） 5. 尹弘（2017年11月－2020年4月） 6. 廖国勋（2020年4月－2020年12月） 7. 于绍良（2020年12月－2022年5月） 8. 诸葛宇杰（2022年5月－2023年9月） 9. 吴清（2023年9月－2024年2月) 10. 朱忠明（2024年9月－） | 常务副院长 …… - 曹文泽（2018年7月－2025年6月） 副院长 …… - 郑金洲（2015年7月－） - 熊云（2015年7月－） - 张生新（2023年4月－） 院务委员 …… - 宋今（2015年7月－） |

### 内设机构
- 办公厅
- 教务部
- 培训部
- 对外交流与培训开发部
- 教学研究部
- 科研部
- 信息技术部
- 人力资源部（机关党委）

## 著名校友
- 鄧炳強，香港前警務處處長，現任香港保安局局長。